# Ácido fenâmico
Ácido fenâmico é uma molécula que serve como estrutura base para vários anti-inflamatórios não esteroides, como ácido mefenâmico, ácido tolfenâmico, ácido flufenâmico e ácido meclofenâmico.
Este composto pode ser sintetizado pela reação do ácido 2-clorobenzoico com anilina, usando como catalisador o óxido de cobre na reação de Goldberg.
A auto-condensação do ácido fenâmico gera a acridona.